# Ngampel (Pituruh)
Ngampel is een bestuurslaag in het regentschap Purworejo van de provincie Midden-Java, Indonesië. Ngampel telt 1513 inwoners (volkstelling 2010).